# Stamnodes
Stamnodes is een geslacht van vlinders van de familie spanners (Geometridae), uit de onderfamilie Larentiinae.

## Soorten
- S. affiliata Pearsall, 1911
- S. agapetica Dyar, 1916
- S. albiapicata Grossbeck, 1910
- S. animata (Pearsall, 1906)
- S. annellata Hulst, 1887
- S. anthocharidaria Oberthür, 1831
- S. apollo Cassino, 1920
- S. artemis Rindge, 1958
- S. blackmorei Swett, 1915
- S. camposi Orfila & Schajovski, 1964
- S. cannonaria Schaus, 1927
- S. carcavalloi Orfila & Schajovski, 1962
- S. cassinoi Swett, 1917
- S. catastrophata Dyar, 1923
- S. coenonymphata Hulst, 1900
- S. columba Butler, 1882
- S. costimacula Grossbeck, 1912
- S. danilovi Erschoff, 1877
- S. deceptiva Barnes & McDunnough, 1918
- S. depeculata (Lederer, 1870)
- S. ditissima Thierry-Mieg, 1904
- S. dukinfieldi Warren, 1900
- S. eludens Warren, 1908
- S. elwesi Alphéraky, 1895
- S. eurypepla Prout, 1934
- S. fervefactaria Grote, 1881
- S. formosata Strecker, 1878
- S. franckata Pearsall, 1909
- S. gaudialis Prout, 1923
- S. gibbicostata Walker, 1862
- S. instar Dognin, 1904
- S. jomdensis Da-Yong, 1986
- S. lampra Rindge, 1958
- S. margarita Warren, 1905
- S. marinata Wright, 1920
- S. marmorata (Packard, 1896)
- S. mendocinonensis Dyar, 1923

- S. modocata Wright, 1920
- S. morrisata Hulst, 1887
- S. patamon Druce, 1893
- S. pauperaria Eversmann, 1848
- S. pearsalli Swett, 1914
- S. penguinifera Dyar, 1910
- S. plancta Prout, 1934
- S. proana Druce, 1893
- S. reckseckeri Pearsall, 1910
- S. rubrosuffusa Grossbeck, 1912
- S. rufescentus Da-Yong, 1986
- S. seiferti Neumoegen, 1882
- S. similis Wright, 1927
- S. sistenata Dyar, 1913
- S. spectatissima Prout, 1941
- S. splendorata Pearsall, 1909
- S. squalidus Da-Yong, 1986
- S. substrigata Dognin, 1923
- S. tessellata Packard, 1873
- S. topazata (Strecker, 1899)
- S. triangularia Bartlett-Calvert, 1891
- S. ululata Pearsall, 1912
- S. uniformata Berg, 1877
- S. unilinea Walker, 1867
- S. vernon Guedet, 1939
- S. watsoni (Cassino, 1920)